# Крутой Лог (Алтайский край)
Крутой Лог — село в Топчихинском районе Алтайского края. Входит в состав Кировского сельсовета.

## История
Основано в 1924 г. В 1928 году выселок Крутой Лог состоял из 81 хозяйства, основное население — украинцы. В административном отношении входил в состав Поморского сельсовета Чистюньского района Барнаульского округа Сибирского края.

## Население
| 1926 | 1997 | 1998 | 1999 | 2000 | 2001 |
| ---- | ---- | ---- | ---- | ---- | ---- |
| 492  | ↘21  | ↘17  | ↘12  | ↘11  | ↘10  |
| 2002 | 2003 | 2004 | 2005 | 2006 | 2007 |
| ↗11  | ↘6   | ↘4   | →4   | ↘3   | →3   |
| 2008 | 2009 | 2010 | 2011 | 2012 | 2013 |
| →3   | →3   | ↘0   | ↗5   | ↗6   | ↘5   |

Национальный состав
Согласно результатам переписи 2002 года, в национальной структуре населения русские составляли 100 %.